# Piazza di Spagna

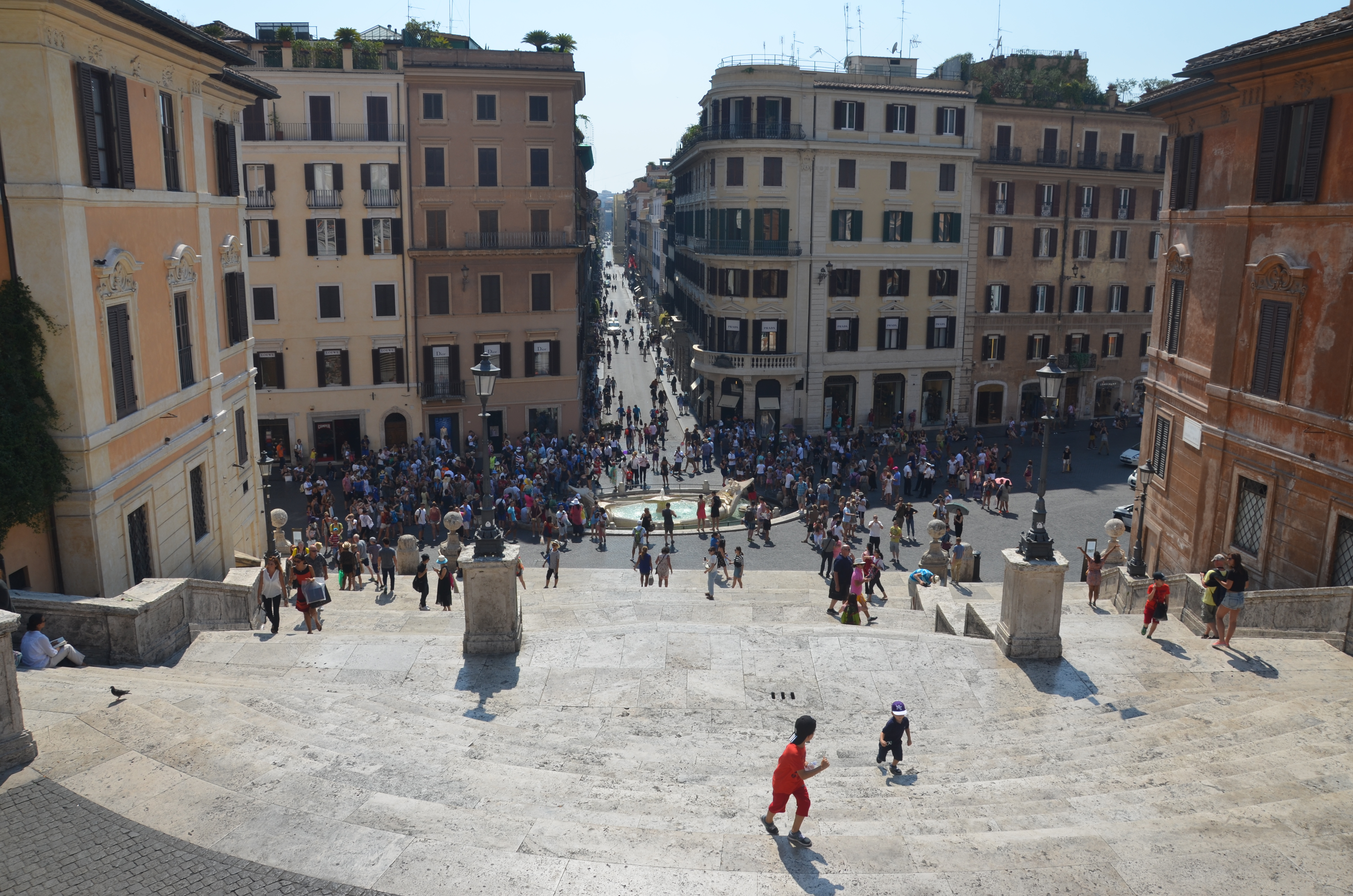
Piazza di Spagna vista do alto da escadaria. À frente, a via Condotti, uma das mais importantes ruas de compras de Roma.

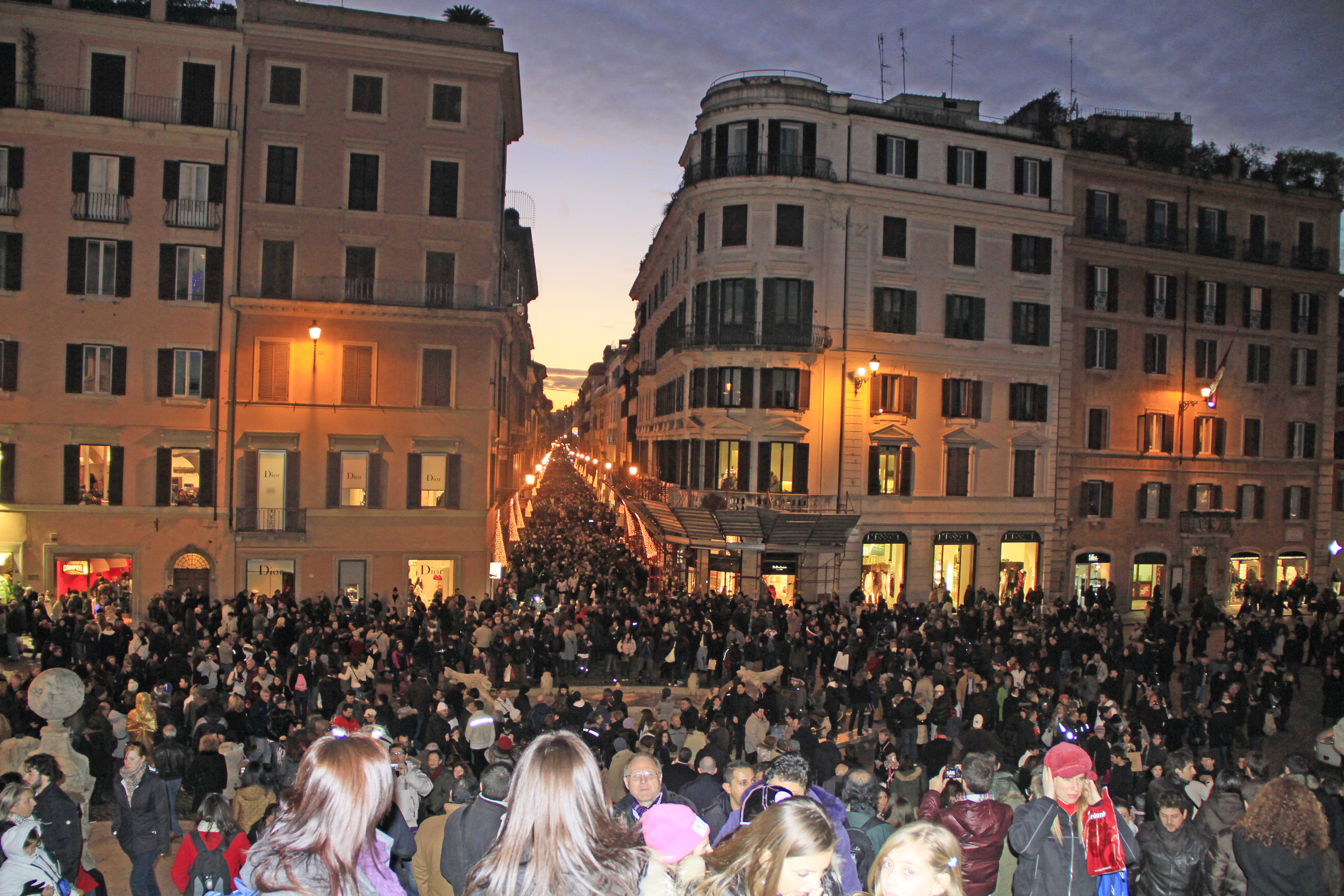
Mesma vista no ano novo de 2010.

Piazza di Spagna, conhecida até o século XVII como Piazza di Francia, com sua famosa escadaria até a igreja Trinità dei Monti, é uma das praças mais famosas de Roma, Itália, localizada no rione Campo Marzio. Seu nome é uma referência ao Palazzo di Spagna, sede da embaixada do Reino da Espanha à Santa Sé.

## A praça

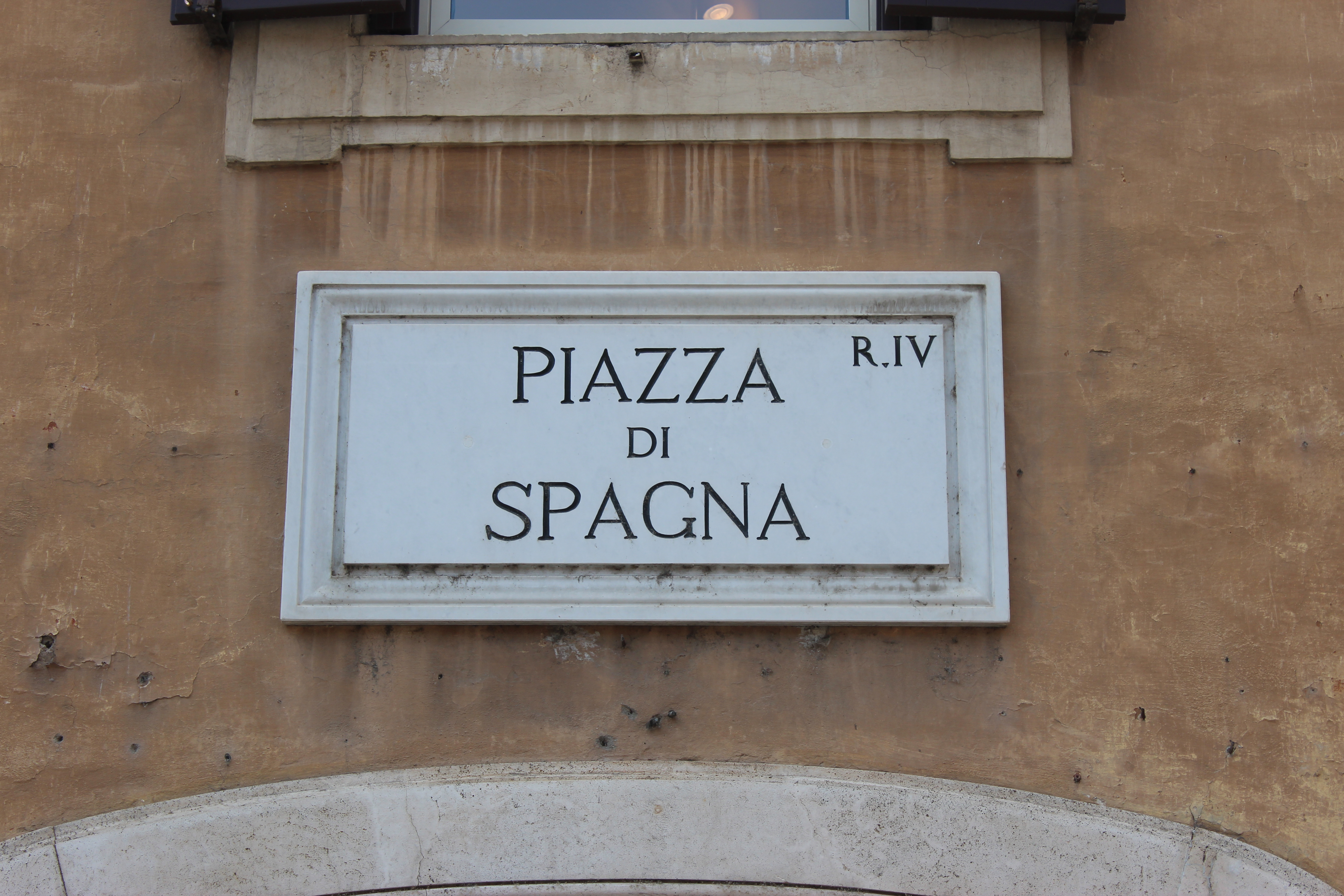
Placa assinalando em Roma a Piazza di Spagna

No centro da praça está a famosa Fontana della Barcaccia, dos primeiros anos do barroco, esculpida por Pedro Bernini e seu filho, o célebre Gian Lorenzo Bernini.
Do lado direito da escadaria está a antiga casa do poeta inglês John Keats, que viveu e morreu no local em 1821, hoje um museu dedicado à sua memória e à de seu amigo Percy Bysshe Shelley, repleta de livros e lembranças do romantismo inglês. Do lado esquerdo, está o famoso Salão de Chá Babington's, fundado em 1893.
Ao lado da via Frattina está o Palazzo di Propaganda Fide, uma das propriedades da Santa Sé em Roma. Em frente à sua fachada, projetada por Bernini (mas realizada por Borromini), está a coluna mariana da Imaculada Conceição, inaugurada dois anos depois da proclamação do dogma (1856).

## Escadaria
A monumental escadaria, com 135 degraus, foi inaugurada pelo papa Bento XIII por ocasião do Jubileu de 1725. A obra foi realizada graças ao financiamento dos franceses (1721-1725) para interligar a embaixada da Espanha Bourbon à igreja no alto do morro (Trinità dei Monti). Foi projetada por Alessandro Specchi e Francesco De Sanctis depois de gerações de acaloradas discussões sobre como a inclinação íngreme da encosta do Píncio devia ser urbanizada para ligar a praçã à igreja. A solução final foi a de Sanctis: uma grandiosa escadaria decorada por diversos terraços-jardins que, na primavera, estariam decoradas por flores. A suntuosa escadaria aristocrática, na extremidade de uma via que levava até o Tibre, foi desenhada de forma a aumentar seu efeito dramático com a proximidade. Típico da grande arquitetura barroca foi, na realidade, a criação de longas e profundas perspectivas que culminavam em cenas ou fundos de caráter monumental. A escadaria foi restaurada em 1995.

## Monumentos e pontos de interesse
- Palazzo di Propaganda Fide
- Palazzo di Spagna, ainda hoje a embaixada espanhola à Santa Sé.
- Trinità dei Monti
- Casa de Keats-Shelley
- Casa museo di Giorgio De Chirico
- Coluna da Imaculada Conceição
- Fontana del Babuino, na via del Babuino
- Scalinata di Trinità dei Monti
- Salão de Chá Babington's
- Fontana della Barcaccia

## Ruas principais
- Via Condotti
- Via Margutta
- Via del Babuino
- Via del Corso
- Via di Ripetta

## Galeria

Imagens da praça
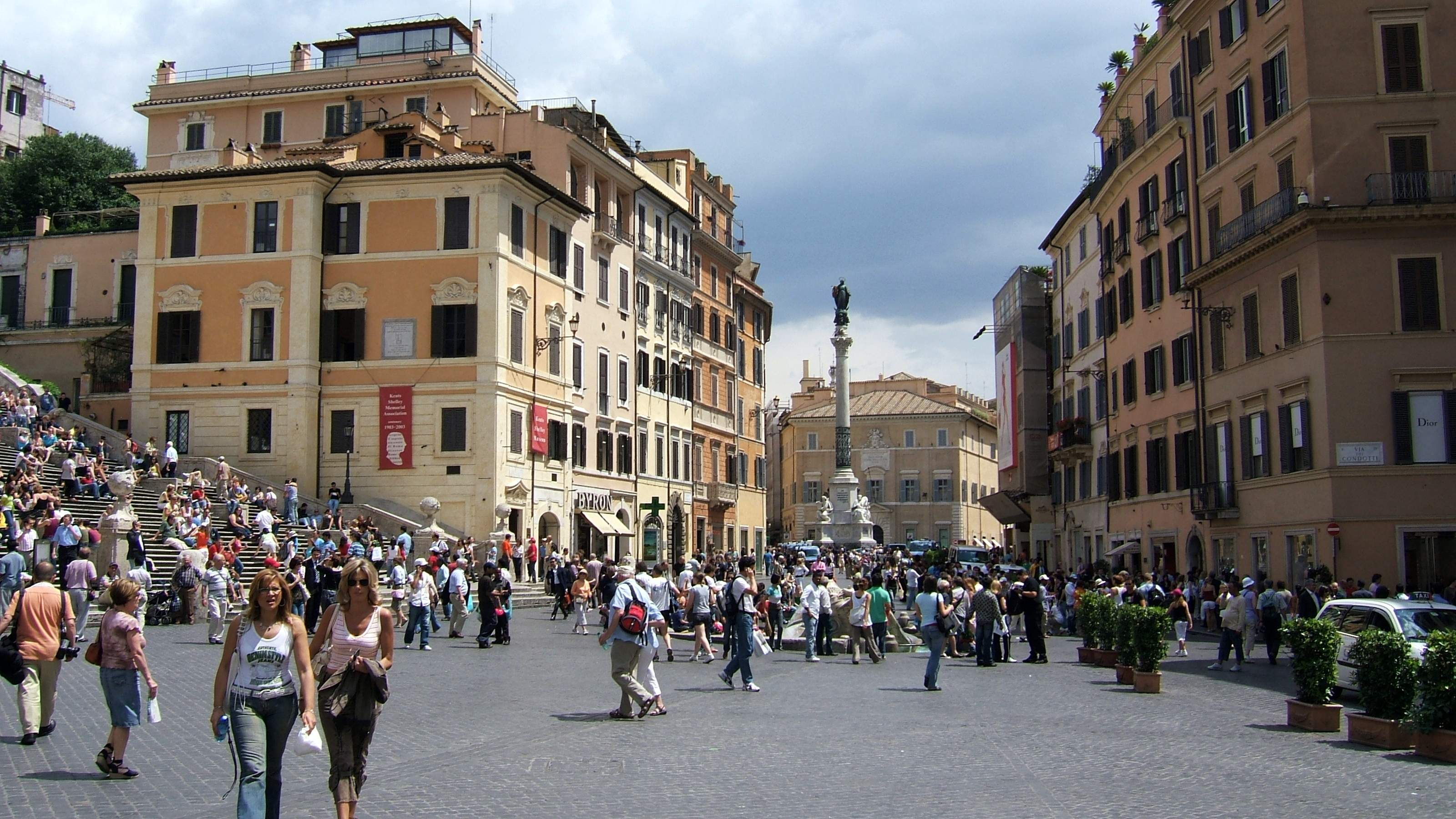
Vista da praça na direção da Coluna da Imaculada Conceição. A casa laranja à esquerda é a Casa de Keats-Shelley.
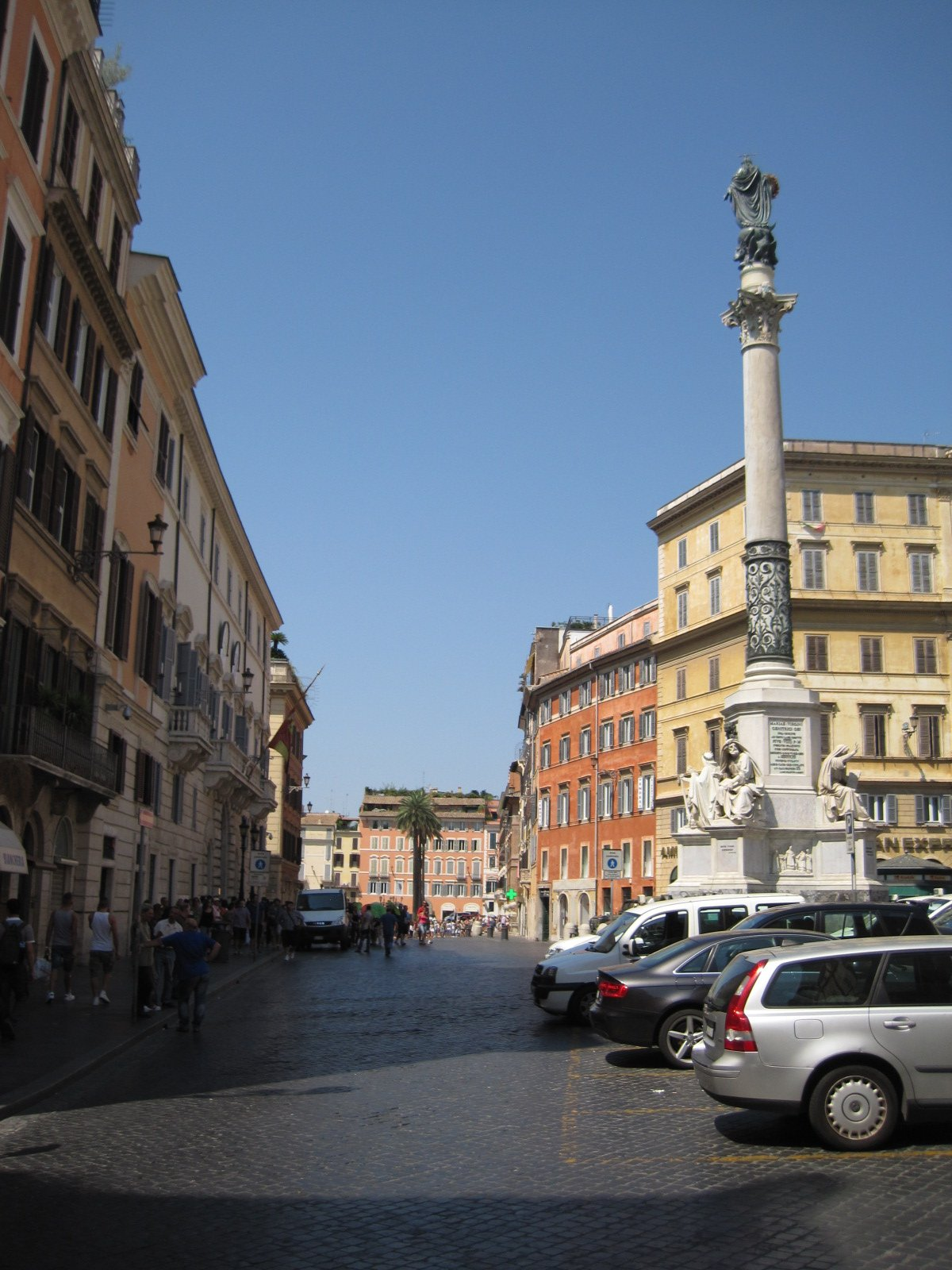
Coluna da Imaculada Conceição.
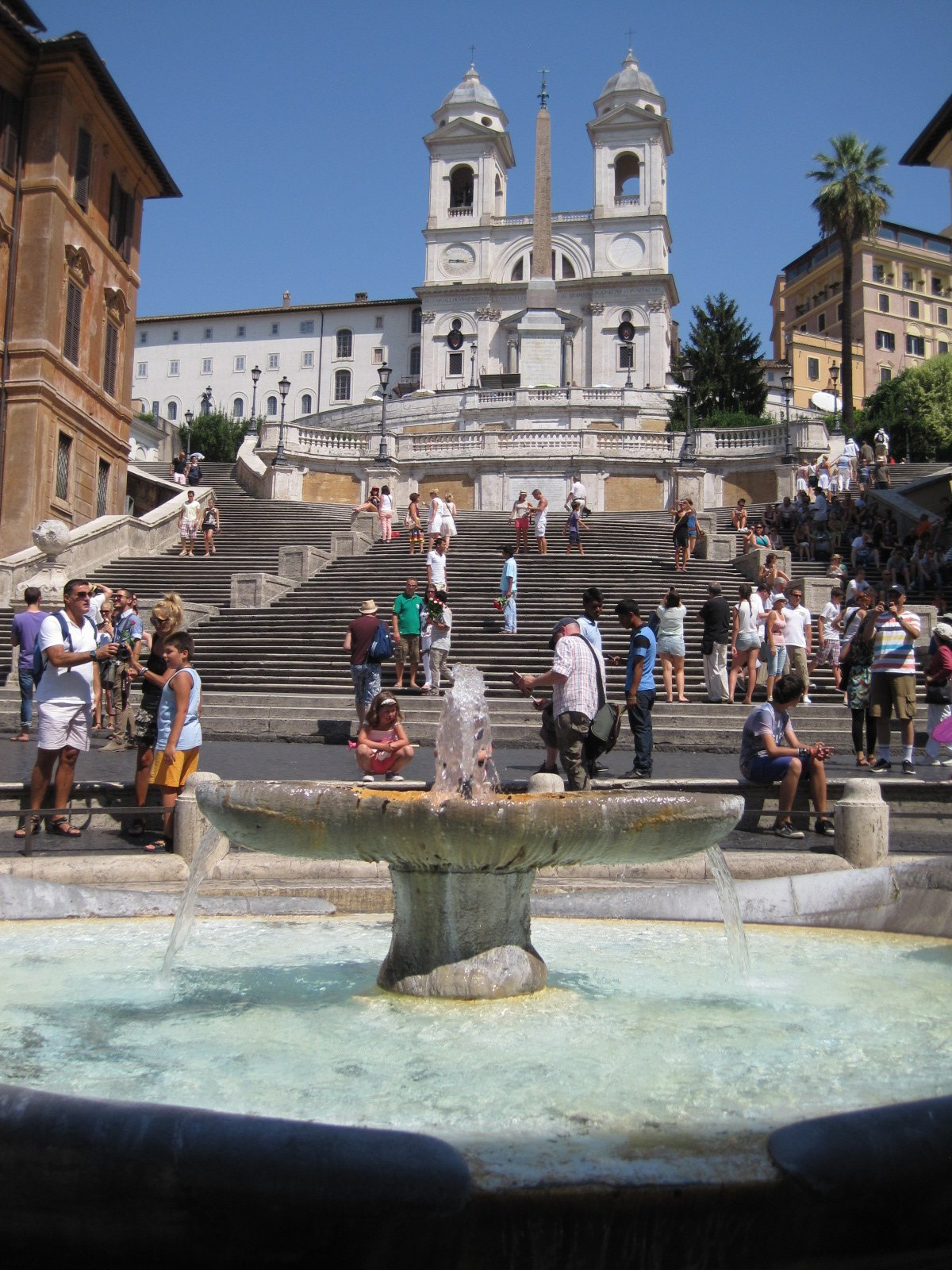
Vista da praça na direção de Trinità dei Monti. Em primeiro plano, a Fontana della Barcaccia.
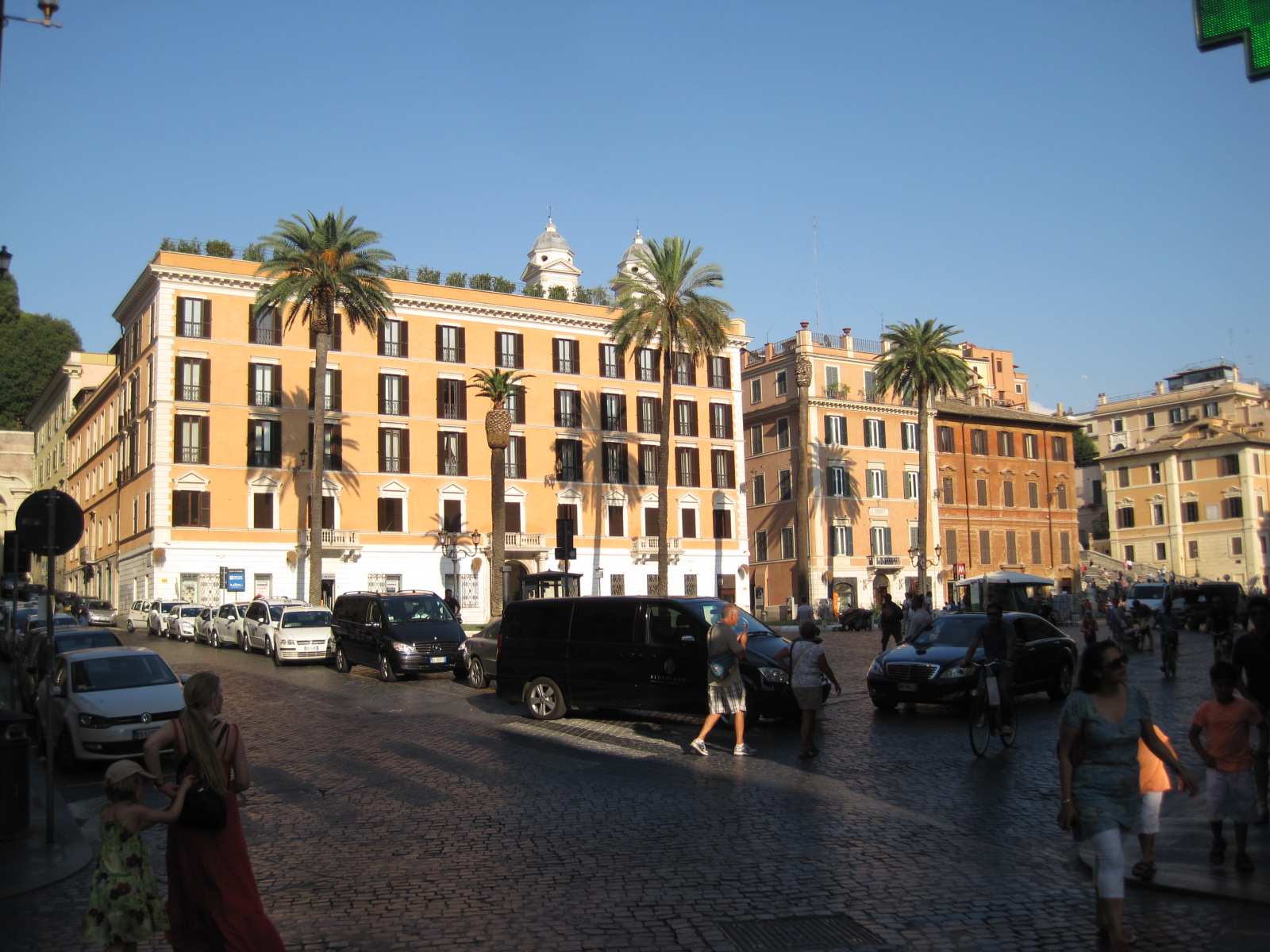
Vista da praça para o lado contrário da coluna.
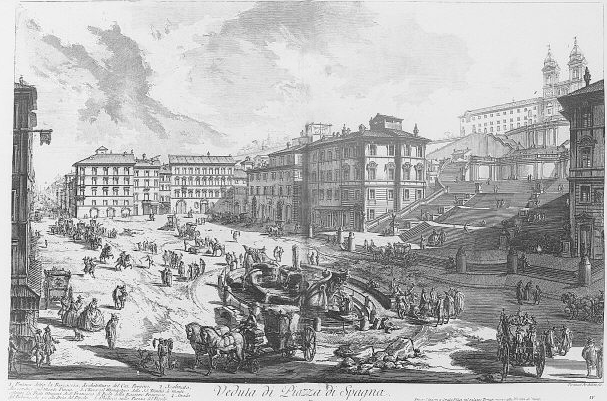
Gravura de Piranesi em 1748.